# Źródliska Wisłoki
Źródliska Wisłoki este o arie protejată (sit de importanță comunitară — SCI) din Polonia întinsă pe o suprafață de 181,84 ha, integral pe uscat.

## Localizare
Centrul sitului Źródliska Wisłoki este situat la coordonatele 49°27′14″N 21°22′20″E / 49.4538°N 21.3723°E.

## Înființare
Situl Źródliska Wisłoki a fost declarat sit de importanță comunitară în octombrie 2009 pentru a proteja 6 specii de animale.

## Biodiversitate
Situată în ecoregiunea alpină, aria protejată conține 2 habitate naturale: Fânețe montane, Mlaștini alcaline.
La baza desemnării sitului se află mai multe specii protejate:
- amfibieni (3): izvoraș-cu-burta-galbenă (Bombina variegata), triton cu creastă (Triturus cristatus), Triturus montandoni
- mamifere (2): castor (Castor fiber), vidră de râu (Lutra lutra)
- nevertebrate (1): Vertigo angustior